# Imre Bujdosó
Imre Bujdosó (* 12. února 1959 Berettyóújfalu, Maďarsko) je bývalý maďarský sportovní šermíř, který se specializoval na šerm šavlí. Dcera Alexandra Bujdosová reprezentovala Německo v šermu šavlí.
Maďarsko reprezentoval v osmdesátých a na začátku devadesátých let. Na olympijských hrách startoval v roce 1988 v soutěži jednotlivců a družstev a v roce 1992 v soutěži družstev. V roce 1984 přišel o účast na olympijských hrách kvůli bojkotu. V roce 1986 obsadil druhé místo na mistrovství světa v soutěži jednotlivců. S maďarským družstvem šavlistů vybojoval na olympijských hrách jednu zlatou (1988) a jednu stříbrnou (1992) olympijskou medaili. V roce 1982 a 1991 vybojoval s družstvem titul mistra světa a v roce 1991 titul mistra Evropy.